# Голынка (Почаповский сельсовет)
Голы́нка (бел. Галынка) — деревня в Барановичском районе Брестской области Белоруссии. Входит в состав Почаповского сельсовета. Население по переписи 2019 года — 10 человек.
В названии лежит основа голынь — пустырь, необлесенное место, иногда выжженное.

## География
Расположена в 23 км (34 км по автодорогам) к северо-западу от центра Барановичей, на расстоянии 7 км (10 км по автодорогам) к югу от центра сельсовета, агрогородка Почапово, на речке Голынка, правом притоке реки Молчадь.

## История
В 1909 году — деревня Почаповской волости Новогрудского уезда Минской губернии, 21 двор. На карте 1910 года указана под названием Холупка.
После Рижского мирного договора 1921 года — в составе гмины Почапово Новогрудского повета Новогрудского воеводства Польши.
С 1939 года — в составе БССР, в 1940–62 годах — в Городищенском районе Барановичской, с 1954 года Брестской области. Затем передана в состав Барановичского района. С конца июня 1941 года до июля 1944 года оккупирована немецко-фашистскими войсками.
По переписи 1959 года было две деревни — Большая и Малая Голынка, позже они вновь слились в одну.

## Население
| Численность населения (по переписи) | Численность населения (по переписи) | Численность населения (по переписи) | Численность населения (по переписи) | Численность населения (по переписи) | Численность населения (по переписи) |
| 1909                                | 1921                                | 1959                                | 1999                                | 2009                                | 2019                                |
| ----------------------------------- | ----------------------------------- | ----------------------------------- | ----------------------------------- | ----------------------------------- | ----------------------------------- |
| 143                                 | →143                                | ↗259                                | ↘53                                 | ↘21                                 | ↘10                                 |